# Burmeistera holm-nielsenii
Burmeistera holm-nielsenii är en klockväxtart som beskrevs av Jeppesen. Burmeistera holm-nielsenii ingår i släktet Burmeistera och familjen klockväxter. IUCN kategoriserar arten globalt som starkt hotad. Inga underarter finns listade i Catalogue of Life.